# كيفن بيرد (لاعب كرة قدم أمريكية)
كيفن بيرد (بالإنجليزية: Kevin Beard)‏ هو لاعب كرة قدم أمريكية أمريكي، ولد في 20 يناير 1981 في فورت لودرديل في الولايات المتحدة.